# نورمان حسن
نورمان حسن (بالإنجليزية: Norman Hassan)‏ هو موسيقي بريطاني، ولد في 26 يناير 1958 في برمنغهام في المملكة المتحدة.

## روابط خارجية
- نورمان حسن على موقع IMDb (الإنجليزية)
- نورمان حسن على موقع ميوزك برينز (الإنجليزية)
- نورمان حسن على موقع ديسكوغز (الإنجليزية)